# 狭霧の國
『狭霧の國』（さぎりのくに）は、2019年（令和元年）11月24日に第2回熱海怪獣映画祭で国内初公開された、LosGatos Works制作の特撮映画。
キャッチコピーは「怪獣は何を壊すのか」。

## 概要
明治時代の大分県竹田市を舞台とする、パペットによる人形劇とミニチュア・着ぐるみによる特撮を組み合わせた怪獣映画である。
劇中に登場する怪獣ネブラの着ぐるみは、『大怪獣バラン』や『モスラ』をはじめ、多くの特撮作品の着ぐるみ造形を手掛けた村瀬継蔵が担当している。着ぐるみの資金はクラウドファンディングサービスKickstarterで集められた。
劇中の背景画の一部は、東宝特撮作品や黒澤明監督の『まあだだよ』などのマット画を手掛けた島倉二千六が担当している。
2020年2月21日より、京都のミニシアターである京都みなみ会館で一般公開された。

## あらすじ
明治42年。九州の山に囲まれた町に帰ってきた栄二は、蔵に住む目の見えない少女、多紀理と出会う。ある夜、一人で出かけていく多紀理を追いかけた栄二は、山の湖に住む巨大な怪獣ネブラを目撃する。

## 登場怪獣

### ネブラ（天乃狭霧）
山の湖に住む盲目の首長竜のような怪獣。身体中に苔や朽木などの堆積物が付着している。盲目の少女、多紀理と心を通わせる。

## 声の出演
- 栄二：井上優
- 多紀理：金森朱音
- 伊波：石本径代
- 渚：長尾奈奈

## スタッフ
- 監督・脚本・撮影・照明・美術・編集・録音・特殊効果・合成・人形制作・製作：佐藤大介
- 脚本協力：𥱋瀨洋平
- 怪獣造形：村瀬継蔵
- 特殊造形：松本朋大
- 人形制作助手：松本智明
- 背景画：島倉二千六
- 特殊美術：松本朋大、松本智明
- 人形デザイン協力：inumoto
- イメージボード・エンドロール背景：松本智明
- 音響効果：神山大輝
- 音楽提供：Chouchou
- 制作：LosGatos Works